# Pülümür (district)
Pülümür, vroeger Harçik geheten, is een Turks district in de provincie Tunceli en telt 3.340 inwoners (2007). Het district heeft een oppervlakte van 1475,7 km². Hoofdplaats is Pülümür.

## Geschiedenis
De geschiedenis van de regio rond Pülümür begint zo rond 2200 voor Christus, toen de Hurrieten vanuit de Kaukasus hierheen migreerden. Bij opgravingen zijn spijkerschrifttabletten gevonden die hierop wijzen.

## Bevolking
De bevolkingsontwikkeling van het district is weergegeven in onderstaande tabel. Van 1965 tot en met 2010 kromp het inwonertal met ruim 85%: van 21.002 personen naar een dieptepunt van 3.125 personen. Tussen 2010 en 2020 is het aantal inwoners weer langzaam gestegen. Met een bevolkingsdichtheid van slechts 2 personen per km² is Pülümür het dunstbevolkte district in heel Turkije (gemiddeld: 110 inwoners per km²).
| De bevolkingsontwikkeling van het district tussen 1965 en 2020 |                  |                  |                  |                  |                  |                  |                  |                  |               |
| District                                                       | Bevolking (1965) | Bevolking (1975) | Bevolking (1985) | Bevolking (1990) | Bevolking (2000) | Bevolking (2010) | Bevolking (2021) | Aantal gemeenten | Aantal dorpen |
| Pülümür                                                        | 21.002           | 19.963           | 14.338           | 8.704            | 4.063            | 3.125            | 3.282            | 1                | 49            |
| Tunceli (provincie)                                            | 154.175          | 164.591          | 151.906          | 133.143          | 93.584           | 76.699           | 83.443           | 9                | 364           |

Op 31 december 2021 had het district Pülümür 3.282 inwoners, waarvam 1.363 in de hoofdplaats Pülümür en 1.919 verspreid over 49 dorpen. Het gemiddeld aantal inwoners per dorp is slechts 39 personen, terwijl het in de jaren '70 van de 20ste eeuw nog ruim 400 inwoners bedroeg. Veel dorpen werden in de jaren '90 van de 20ste eeuw ontruimd vanwege de oorlog met de guerrillastrijders van de Koerdische Arbeiderspartij. Met 128 inwoners in 2021 is Doğanpınar (tot 1928 'Pintige' geheten) het grootste dorp in het district, gevolgd door Kocatepe met 143 inwoners en Mezraa met 108 inwoners. Uitgezonderd van de voornoemde dorpen en Dağyolu (100 inwoners), hadden de overige dorpen tussen de 7 en 76 inwoners.